# Wave Your Flags
Wave Your Flags è il terzo album in studio della cantante britannica Phildel, pubblicato il 17 maggio 2019. Si tratta del primo full length, dopo la riedizione di Qi, prodotto dalla Yee Inventions ed è stato finanziato soprattutto grazie alle donazioni dei fan di Phildel su Patreon.
Rispetto all'album precedente, The Disappearance of the Girl, Wave Your Flags è molto più elettronico.

## Promozione
il 28 settembre è uscito The Deep; al singolo è stato dedicato un videoclip animato in 2D creato da Youri Dekker, disegnatore e animatore della Pixar Animation Studios che ha lavorato a Coco e Gli Incredibili 2. The Deep è stato poi premiato come miglio video musicale al British Animation Film Festival del 2019.
Il 19 gennaio è stato poi pubblicato il singolo Electric Heights, il 5 aprile Glide Dog e il 26 dello stesso mese Oh Love; il primo e il terzo sono stati promossi anche con dei videoclip dedicati.
Il 17 agosto 2020 Phildel ha pubblicato il videoclip di Wild Sea.

## Tracce
Testi e musiche di Phildel.
1. The Deep – 4:06
2. Electric Heights – 3:45
3. Wave Your Flags – 5:04
4. Oh Love – 4:03
5. Lamb – 3:56
6. Wild Sea – 4:28
7. Emblem – 4:29
8. Glide Dog – 4:24
9. A Great Wave – 3:56
10. Floods – 3:17
11. Glorious – 3:02

## Formazione
- Phildel - voce, sintetizzatori, pianoforte, produzione, programmazione dei sintetizzatori e delle percussioni, ingegneria del suono, ingegneria per le registrazioni vocali (tracce 1, 3, 4, 5, 6, 7, 8, 9, 10, 11)
- Sean McGhee - programmazione dei sintetizzatori (tracce 2, 4, 9, 11)
- Adam Falkner - percussioni reali e programmate (tracce 3, 4, 5, 6, 9, 11)
- Ben Jackson - programmazione dei sintetizzatori e delle percussioni (tracce 2, 3, 4, 7)
- Ben Thackeray - chitarre (traccia 10), ingegneria per le registrazioni vocali (traccia 2)
- Dedi Madden - chitarre (traccia 10)
- Israel Curtis - programmazione dei sintetizzatori e delle percussioni (traccia 1), missaggio (traccia 1)
- Ross Cullum - missaggio (tracce 2, 3, 5, 6, 7, 8, 9, 10)
- Andrew Scheps - missaggio (traccia 4)
- Matt Lawrence - missaggio (traccia 11)
- Guy Davies - mastering